# Refúgio de Vida Silvestre de Una
O Refúgio de Vida Silvestre de Una  é uma unidade de conservação brasileira de proteção integral à natureza localizada no município de Una, estado da Bahia. A unidade foi criada através de decreto emitido pela Presidência da República em 21 de dezembro de 2007, com uma área de 23 404 ha.